# Ross Filshie
Ross Filshie (eigentlich James Filchie; * 13. Oktober 1939) ist ein ehemaliger australischer Stabhochspringer.
1962 gewann er bei den British Empire and Commonwealth Games in Perth Bronze mit 4,42 m.
Viermal wurde er Australischer Meister (1960, 1962, 1964, 1965). Seine persönliche Bestleistung von 4,78 m stellte er am 26. Februar 1966 auf.